# 落新妇属
落新妇属（学名：Astilbe）是虎耳草科下的一个属，为多年生草本植物。该属共有25种，分布于亚洲和北美洲。